# Circuito Brasileiro de Voleibol de Praia Masculino - Challenger de 2017
O Circuito Brasileiro de Voleibol de Praia - Challenger de 2017, também chamado de Circuito Banco do Brasil de Vôlei de Praia Challenger, foi a sexta edição da principal competição nacional de Vôlei de Praia Challenger na variante masculina, iniciado em 11 de maio de 2017.

## Resultados

### Circuito Challenger
| Evento                                                            | Ouro                             | Prata                            | Bronze                            | Quarto lugar                   |
| 1ª Etapa Maringá, Paraná 11 a 14 de maio de 2017.                 | / Fernandão Bruno de Paula       | / Allison Francioni Arthur Lanci | / Oscar Brandão Marquinho Borlini | / Miguel Ortigosa Ramon Gomes  |
| 2ª Etapa Bauru, São Paulo 8 a 11 de junho de 2017.                | / Allison Francioni Arthur Lanci | / Pedro Henrique Felipe Cavazin  | / Léo Vieira Jô Gomes             | / Gilmário Vidal Moisés Santos |
| 3ª Etapa Palmas, Tocantins 6 a 9 de julho de 2017.                | / Gilmário Vidal Moisés Santos   | / Léo Vieira Jô Gomes            | / Miguel Ortigosa Ramon Gomes     | / Fernandão Bruno de Paula     |
| 4ª Etapa Rio de Janeiro, Rio de Janeiro 9 a 12 de agosto de 2017. | / Thiago Santos George Wanderley | / Eduardo Davi Marquinho Borlini | / Fernandão Bruno de Paula        | / Miguel Ortigosa Ramon Gomes  |

## Ranking final
| Posição           | Equipe                            | Pontuação |
| ----------------- | --------------------------------- | --------- |
| Medalha de ouro   | / Allison Francioni Arthur Lanci  | 1240      |
| Medalha de prata  | / Fernandão Bruno de Paula        | 1240      |
| Medalha de bronze | / Gilmário Vidal Moisés Santos    | 1120      |
| 4                 | / Miguel Ortigosa Ramon Gomes     | 1120      |
| 5                 | / Léo Vieira Jô Gomes             | 840       |
| 5                 | / Pedro Henrique Felipe Cavazin   | 840       |
| 7                 | / Harley Marques Luciano de Paula | 760       |